# Unteres Tor (Volkach)

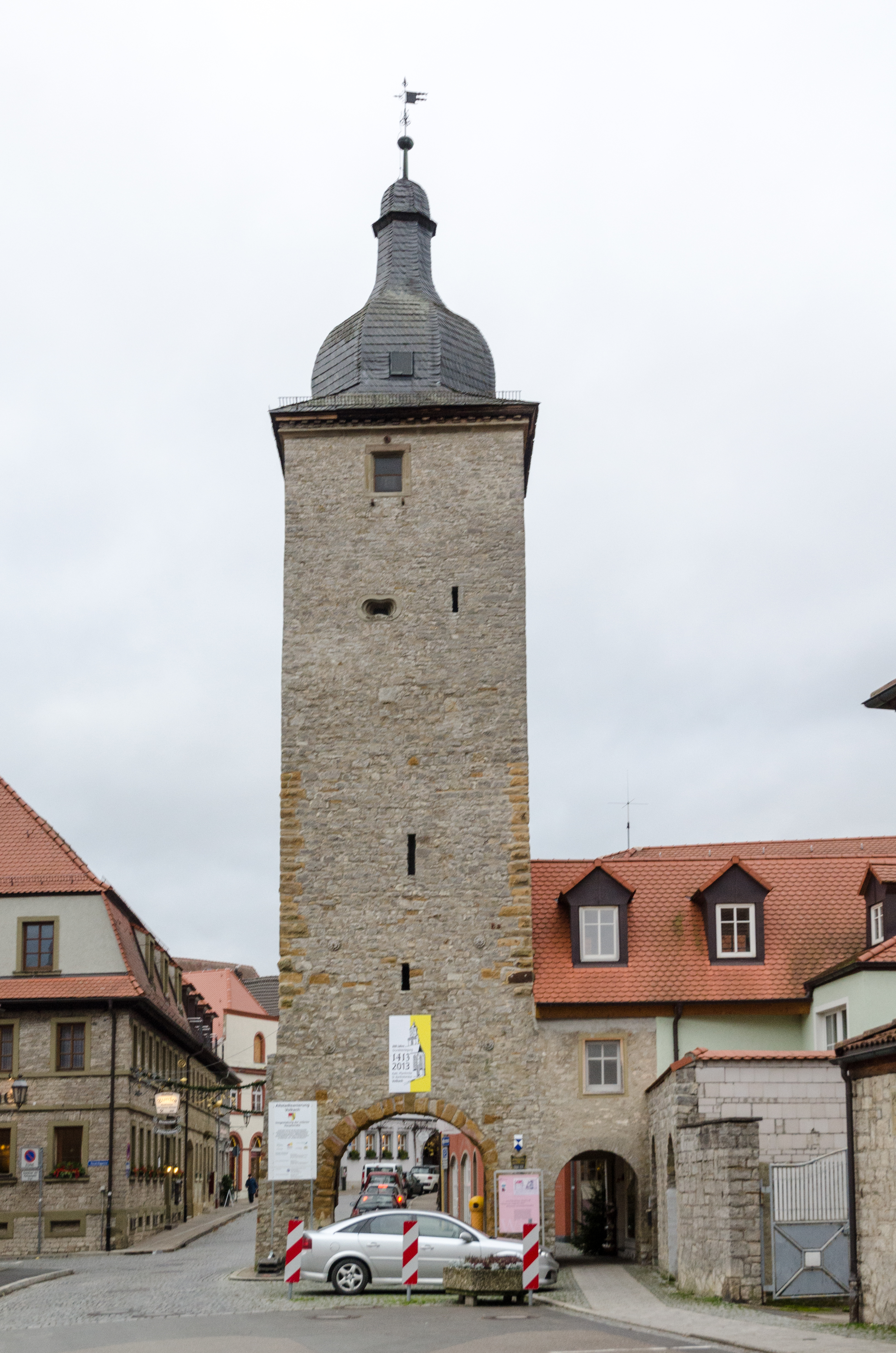
Der Gaibacher Torturm von Norden

Das Untere Tor (auch Gaibacher Tor, Krakenturm, Adresse Nähe Josef-Wächter-Straße, früher Hausnummern 153 und 155) ist Teil der Stadtbefestigung von Volkach. Als dritthöchster Turm innerhalb der Befestigung ist das Tor heute stadtbildprägend und leitete früher zur sogenannten Unteren Vorstadt über.

## Geschichte

### Element der Befestigung (bis um 1644)
Die Volkacher Stadtbefestigung hat ihren Ursprung wohl bereits im 13. Jahrhundert, als Volkach langsam zu einem städtischen Gemeinwesen aufstieg. Allerdings bestanden vor der Errichtung der heute noch erhaltenen Elemente mehrere Vorgängerbauten, die jedoch standortgleich waren. Erste urkundliche Hinweise auf die Volkacher Befestigung gibt die Lage eines Ackers vor dem „oberen Tor“ im Jahr 1328. Ein oberes Tor setzt ein unteres Pendant voraus, sodass die Zweitorestadt bereits zu dieser Zeit existiert haben muss.

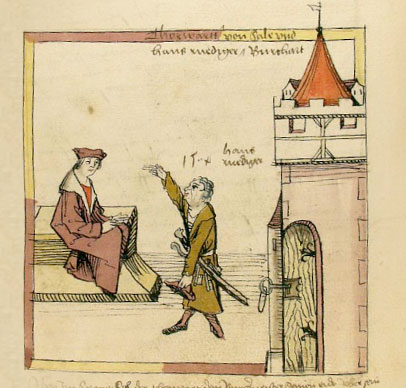
Eventuell Darstellung des Unteren Tores, der Torwächter schwört, Volkacher Salbuch folio 413v

Das Untere Tor taucht, anders als das Sommeracher Tor, nicht im sogenannten Volkacher Salbuch des Niklas Brobst von Effelt auf. In dem Rechtswerk wurden aber verschiedene Teile der Stadtmauer und ihrer Türme in fantasievollen Darstellungen gezeichnet. Eventuell ist auf folio 413v das Untere Tor zu sehen. Es wurde mit einem Fachwerkobergeschoss gezeichnet, oberhalb eines zinnenbewehrten Umlaufs ist ein Zeltdach zu erkennen.
Auf der Zeichnung ist außerdem zu sehen, wie der sogenannte Torwart vor dem Bürgermeister der Stadt Volkach seinen Amtseid ablegt. Die Stadt etablierte ein eigenes Amt, um sicherstellen zu können, das die Bevölkerung vor feindlichen Angriffen geschützt war. Der Torwart, im Salbuch heißt er Hans Rüdiger Burckart, bewachte das Tor am Tage und verwahrte die Schlüssel. Sein Eid schloss allerdings mit ein, dass im Notfall auch bei Nacht die Tore geöffnet werden mussten.
Im 16. Jahrhundert begann man die weitgehend eingefallene, alte Stadtmauer zu erneuern. 1573 wurde das Untere Tor erstmals mit dem Beinamen des Nachbardorfes Gaibach genannt. Den beiden Toren kam eine besondere Aufgabe zu, sie hatten sowohl eine militärische Funktion, die Abwehr von Feinden, als auch eine wirtschaftliche und kontrollierten den Warenverkehr in und aus der Stadt.  Deshalb investierte der Rat der Stadt auch einiges in die Tore. 
Das Untere Tor wurde zuerst erneuert und erhielt seine markante Haube im Jahr 1579. Die beiden Türme erhielten Pechringe und Pechpfannen, um ihre Verteidigungsfunktion zu erhöhen. Zusätzlich stattete man die Tore mit sogenannten Vortorhäusern (auch Vorwerken oder Zwingerhäusern) aus. Das Vorwerk des Gaibacher Tores begann ab 1577/1578 zu wachsen, die Stadt investierte 555 Gulden in den Rohbau. Bei der Fertigstellung im Jahr 1580 wurden nochmals 246 Gulden gezahlt.
Das Tor erhielt während des Dreißigjährigen Krieges, 1644, eine neuerliche Befestigung, obwohl die Stadtbefestigung ihre militärische Funktion zu diesem Zeitpunkt einzubüßen begann. Sie hielt den modernen Geschützen nicht mehr stand. Deshalb eroberten die anrückenden Kroaten und Schweden Volkach in der ersten Hälfte des 17. Jahrhunderts auch kampflos. Nach dem langen Krieg hatte der Stadtrat kaum die Mittel, um für die Tore zu sorgen und man investierte nichts mehr in die Befestigung.

### Niedergang und Wahrzeichen (bis heute)

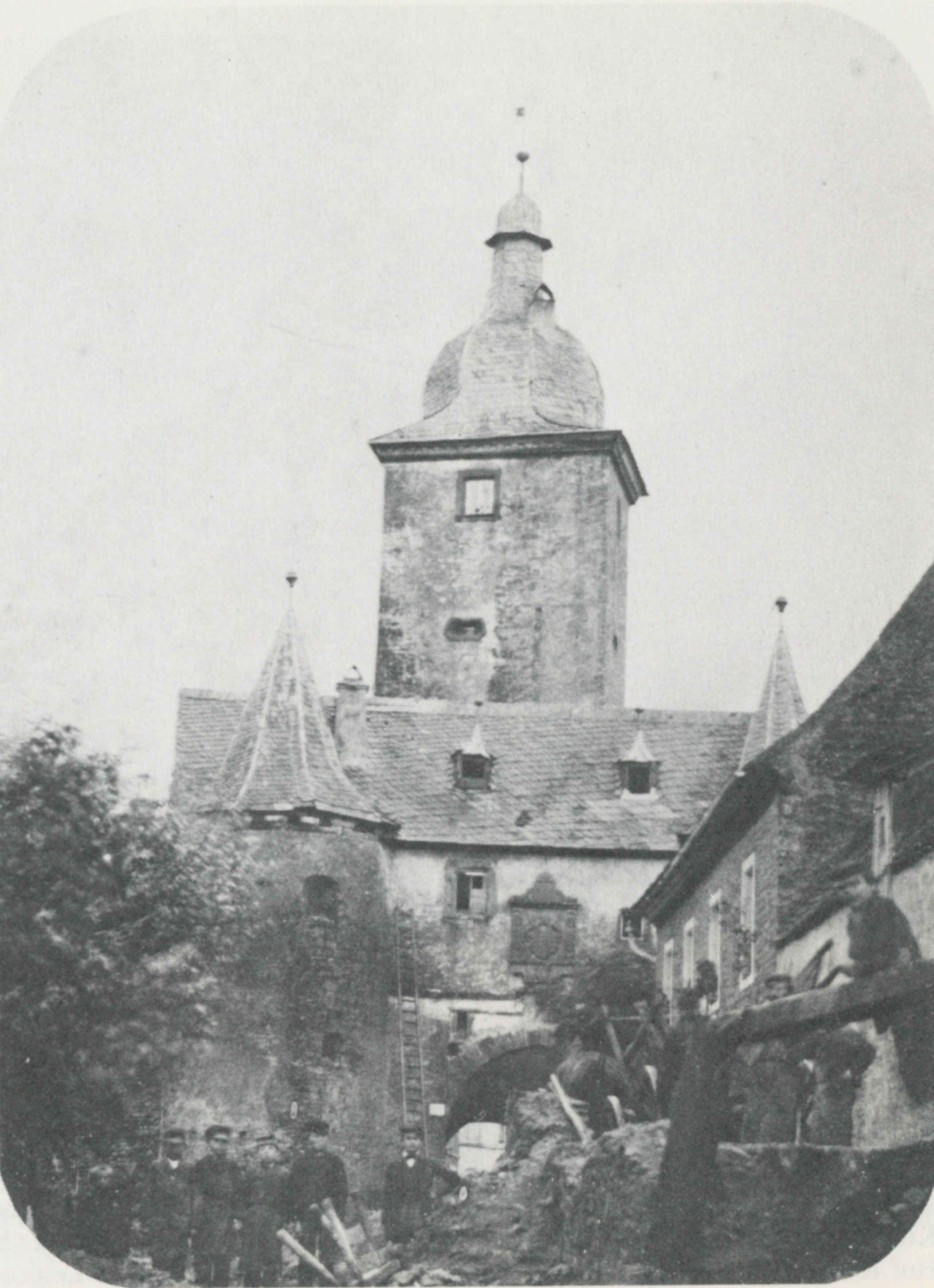
Fotografie des Tores mit Vorwerk 1870

Noch 200 Jahre blieb die Befestigung fast unverändert erhalten, wobei der untere Torturm keiner neuen Nutzung überführt wurde (im Oberen Turm wurde das städtische Gefängnis eingerichtet). 1714 brachte man lediglich eine Hochwassermarke an. Erst im Zuge des großen Stadtbrandes von 1804, bei dem ein Großteil des Storchengassen-Viertels hinter dem Unteren Tor ein Raub der Flammen wurde, begann bei den Verantwortlichen ein Umdenken.
Wahrscheinlich entstand kurze Zeit nach dem Brand wenige Meter im Südosten des Unteren Tores das Zeilitzheimer Tor, über das schneller Löschwasser in die Stadt transportiert werden konnte. Das Untere Tor besaß um die Jahrhundertmitte des 19. Jahrhunderts immer noch sein Vorwerk, das für den mittlerweile angewachsenen Verkehr allerdings ein Hindernis darstellte. Im September 1870 wurde das Vortorhaus abgerissen, die Steine waren von der Stadt zuvor versteigert worden. 
In der zweiten Hälfte des 19. Jahrhunderts wurde auch der Abriss des Turmes selbst diskutiert. So schrieb der Historische Verein für Unterfranken und Aschaffenburg 1876, dass an die beiden Türme kein „besonderes geschichtliches Interesse“ geknüpft sei und befürwortete den Abriss. Das Volkacher Wochenblatt argumentierte in einem Artikel von 1875 gegen das Einreißen. Man befürchtete, dass das Verschwinden der Türme dazu führe, dass „das Städtchen einem Dorfe gleich gemacht“ werde.
Der Abriss wurde schließlich verhindert und spätestens 1904 waren sich die Verantwortlichen bewusst, die beiden charakteristischen Stadttürme zu erhalten. Hierzu hatte auch der wachsende Tourismus beigetragen. Dem Verkehr wurde im Jahr 1930 mit dem Abriss des an den Turm angebauten Hebammenhauses Genüge getan. Der Turm wird heute als Baudenkmal eingeordnet. Untertägige Reste von Vorgängerbauten sind als Bodendenkmal vermerkt. Das Gaibacher Tor bildet den nördlichen Beginn des Ensembles Altstadt Volkach.

## Beschreibung

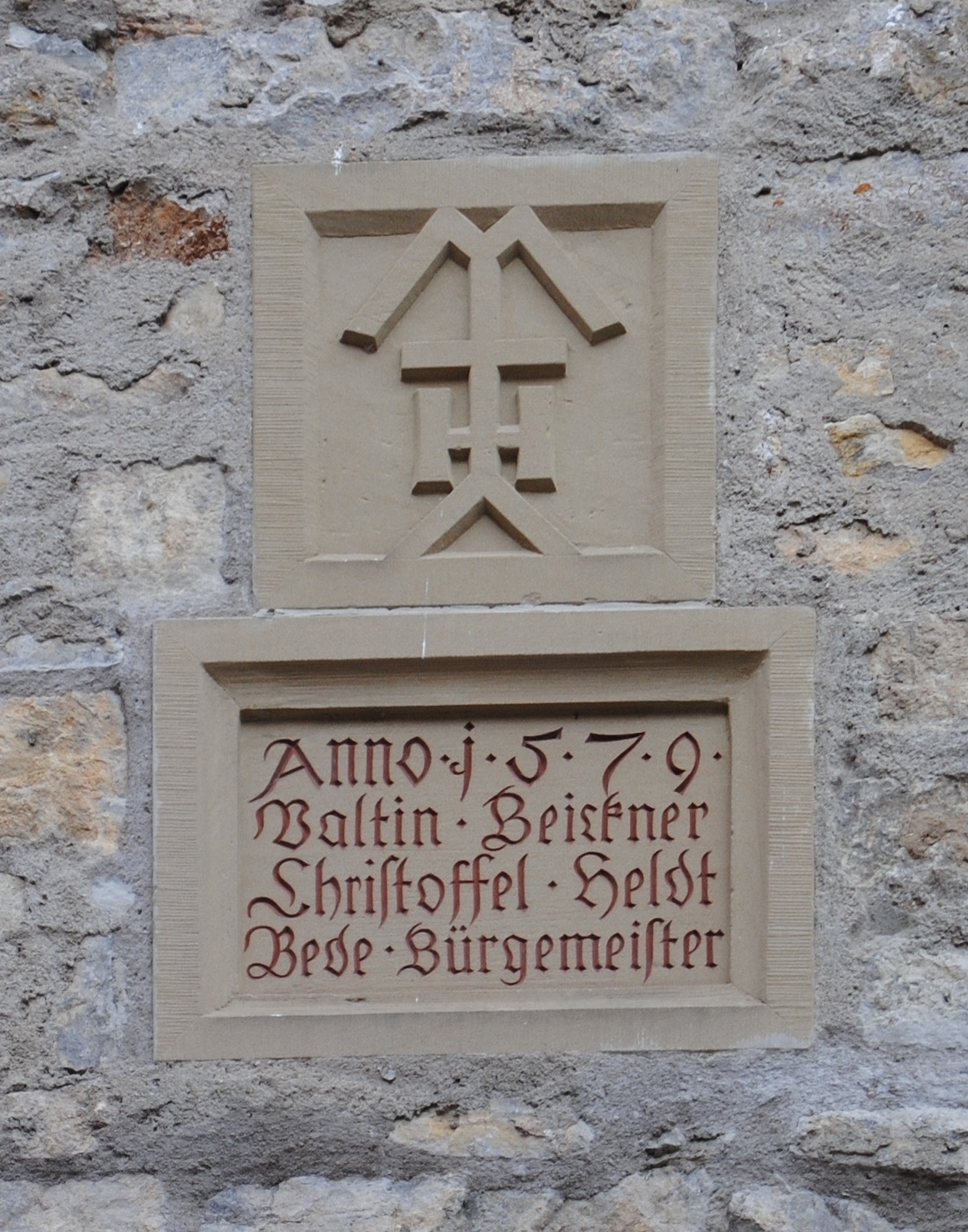
Inschrift am Torturm

Das Untere Tor an der historisch weniger wichtigen Straße nach Gaibach erhielt nicht einen repräsentativen Renaissancegiebel wie das Obere Tor. Stattdessen schließt der rechteckige Turm heute mit einer schiefergedeckten Welschen Haube ab. Das Tor ist etwa 15 m hoch und damit der dritthöchste Turm innerhalb der Volkacher Befestigung. Es hat insgesamt sechs Geschosse. Die Durchfahrt ist rundbogig. Lediglich kleinere Rechteckfenster in den oberen Geschossen durchlichten den Bau. In den Untergeschossen sind Schießscharten angebracht.
Zwei Inschriften haben sich am Torturm erhalten. Die eine verweist auf den städtischen Rat, der für die Bauausführung verantwortlich war. Anders als am Oberen Tor brachte man nicht das Wappen der Fürstbischöfe von Würzburg an, die die Befestigungshoheit über Volkach innehatten. Die Inschrift lautet: „Anno. 1579/ Valtin. Beickner/ Christophel. Heldt/ Bede. Bürgemeister“. Am linken Torpfosten auf etwa 130 cm Höhe ist außerdem eine Hochwassermarke mit folgender Inschrift zu finden: „den 28. Hornung 1714 war das Wasser so hoch bis an den Strich“.
Das Vorwerk des Unteren Tores verschwand im Jahr 1870 vollständig. Lediglich eine erhaltene Fotografie vermittelt einen Eindruck vom ehemaligen Vortorhaus. Ähnlich wie bei Vorwerk des Oberen Tores waren links und rechts der rundbogigen Tordurchfahrt zwei runde Ecktürme mit Spitzhelmen errichtet. Das eigentliche Torhaus wurde von einem Querbau überragt, in dem wohl ein Umgang zu finden war. Ein Wappen, vielleicht eines des Würzburger Fürstbischofs, war über der Durchfahrt angebracht.